# 시그마 (영국의 음악 그룹)
시그마(Sigma)는 잉글랜드의 듀오이다.